# Confrontos entre Cruzeiro e Vasco da Gama no futebol
Cruzeiro e Vasco da Gama constituem um clássico do futebol brasileiro, envolvendo, respectivamente, dois clubes gigantes dos estados de Minas Gerais e do Rio de Janeiro.

## História
Na História do confronto, Vasco e Cruzeiro já se cruzaram por diversas vezes nas fases decisivas dos torneios nacionais e em algumas nos torneios internacionais, onde apesar de equilibrado, o Cruzeiro apresenta ligeira vantagem ao time do Vasco.
Pelo Campeonato Brasileiro Unificado foram 58 partidas, com 23 vitórias do Cruzeiro, 18 do Vasco e 17 empates, com 90 gols pró Cruzeiro e 72 pró Vasco.
A boa relação entre os clubes acabou a partir de 1974, durante a disputa da final do Campeonato Brasileiro daquele ano. No dia 24 de julho as equipes empataram em 1 a 1, no Mineirão, e devido à arbitragem polêmica daquele jogo e o regulamento aplicado naquela época, forçou-se a decisão por um jogo extra entre eles no Maracanã em 1 de agosto daquele mesmo ano, o que foi ruim para o Cruzeiro que até então tinha feito melhor campanha, e que por consequência Vasco da Gama sagrou-se pela primeira vez campeão brasileiro.

## Principais jogos
| Campeonato                           | Fase             | Ano  | Data  | Resultado          | Notas |
| ------------------------------------ | ---------------- | ---- | ----- | ------------------ | --- |
| Campeonato Brasileiro                | Classificatória  | 1974 | 24/07 | Cruzeiro 1–1 Vasco | Segundo regulamento daquele torneio, para definir o campeão, seria necessária a realização de um jogo extra |
| Campeonato Brasileiro                | Final            | 1974 | 01/08 | Vasco 2–1 Cruzeiro | Vasco campeão                                                                                               |
| Copa Libertadores da América         | Grupos           | 1975 | 23/02 | Cruzeiro 3–2 Vasco | |
| Copa Libertadores da América         | Grupos           | 1975 | 23/03 | Vasco 1–1 Cruzeiro | Ao término daquela Fase, Cruzeiro avança e Vasco é eliminado do Torneio                                     |
| Copa do Brasil                       | Semifinal        | 1993 | 20/05 | Cruzeiro 3–1 Vasco | |
| Copa do Brasil                       | Semifinal        | 1993 | 27/05 | Vasco 1–1 Cruzeiro | Cruzeiro avança para a final, Vasco é eliminado                                                             |
| Copa do Brasil                       | Oitavas          | 1996 | 28/03 | Vasco 2–6 Cruzeiro | Maior goleada pelo Cruzeiro no confronto.                                                                   |
| Copa do Brasil                       | Oitavas          | 1996 | 17/04 | Cruzeiro 1–1 Vasco | Cruzeiro avança para as Quartas de Final, Vasco é eliminado                                                 |
| Copa Libertadores da América         | Oitavas          | 1998 | 15/04 | Vasco 2–1 Cruzeiro | |
| Copa Libertadores da América         | Oitavas          | 1998 | 29/04 | Cruzeiro 0–0 Vasco | Vasco avança para as Quartas de Final, Cruzeiro é eliminado                                                 |
| Copa do Brasil                       | Semifinal        | 1998 | 19/05 | Cruzeiro 2–0 Vasco | |
| Copa do Brasil                       | Semifinal        | 1998 | 23/05 | Vasco 0–0 Cruzeiro | Cruzeiro avança para a final. Vasco é eliminado                                                             |
| Campeonato Brasileiro/João Havelange | Semifinal        | 2000 | 16/12 | Vasco 2–2 Cruzeiro | |
| Campeonato Brasileiro/João Havelange | Semifinal        | 2000 | 23/12 | Cruzeiro 1–3 Vasco | Vasco avança para a final. Cruzeiro é eliminado                                                             |
| Copa do Brasil                       | Quartas de Final | 2003 | 07/05 | Cruzeiro 2–1 Vasco | |
| Copa do Brasil                       | Quartas de Final | 2003 | 14/05 | Vasco 1–1 Cruzeiro | Cruzeiro avança para a semifinal. Vasco é eliminado                                                         |
| Copa Libertadores da América         | Grupos           | 2018 | 04/04 | Cruzeiro 0–0 Vasco | |
| Copa Libertadores da América         | Grupos           | 2018 | 02/05 | Vasco 0–4 Cruzeiro | Ao término daquela Fase, Cruzeiro avança e Vasco é eliminado do Torneio                                     |
| Campeonato Brasileiro – Série B      | Pontos corridos  | 2022 | 21/09 | Cruzeiro 3–0 Vasco | Cruzeiro conquista o acesso para a Série A após três anos                                                   |

## Estatísticas do confronto

### Artilharia
1. Romário (Vasco) - 7 Gols
2. Marcelo Ramos (Cruzeiro); Pinga, Viola (Vasco) - 5 Gols
3. Cleison (Cruzeiro); Luis Carlos (Vasco) - 4 Gols

### Maiores placares
Do Cruzeiro:
1. 28/03/1996 - Vasco 2–6 Cruzeiro - São Januário (Rio de Janeiro) - Copa do Brasil
2. 25/09/2002 - Cruzeiro 4–0 Vasco - Mineirão (Belo Horizonte) - Campeonato Brasileiro
3. 02/05/2018 - Vasco 0–4 Cruzeiro - São Januário (Rio de Janeiro) - Libertadores

Do Vasco:
1. 15/11/1956 - Cruzeiro 1–4 Vasco - Alameda (Belo Horizonte) - Amistoso
2. 21/05/1960 - Vasco 4–1 Cruzeiro - São Januário (Rio de Janeiro) - Amistoso

### Maiores séries invictas
- Cruzeiro: 9 jogos - 4 vitórias e 5 empates - 19/09/1990 a 24/08/1994
- Cruzeiro: 8 jogos - 7 vitórias e 1 empate - 05/11/2006 a 29/06/2011
- Cruzeiro: 7 jogos - 4 vitórias e 3 empates - 14/03/1965 a 29/04/1972
- Vasco: 7 jogos - 2 vitórias e 5 empates - 23/03/1975 a 29/05/1987

### Maiores séries de vitórias
- Cruzeiro: 5 jogos - 05/11/2006 a 04/09/2008
- Vasco: 3 jogos (3 vezes) - 11/10/1929 a 05/02/1938; 09/02/1946 a 15/11/1956; 25/10/1972 a 28/11/1973

### 10 maiores públicos
- Públicos pagantes.

| Jogo                            | Público | Estádio  | Competição                           |
| ------------------------------- | ------- | -------- | ------------------------------------ |
| Vasco 2–1 Cruzeiro - 01/08/1974 | 112.933 | Maracanã | Campeonato Nacional 1974             |
| Cruzeiro 1–1 Vasco - 24/07/1974 | 71.325  | Mineirão | Campeonato Nacional 1974             |
| Cruzeiro 1–3 Vasco - 23/12/2000 | 64.287  | Mineirão | Copa João Havelange 2000             |
| Cruzeiro 0–0 Vasco - 02/05/1998 | 62.769  | Mineirão | Copa Libertadores da América 1998    |
| Vasco 1–0 Cruzeiro - 12/06/2022 | 58.659  | Maracanã | Campeonato Brasileiro 2022 – Série B |
| Cruzeiro 0–0 Vasco - 23/02/1983 | 57.253  | Mineirão | Taça de Ouro 1983                    |
| Cruzeiro 3–2 Vasco - 23/02/1975 | 53.998  | Mineirão | Copa Libertadores da América 1975    |
| Cruzeiro 3–0 Vasco - 21/09/2022 | 53.062  | Mineirão | Campeonato Brasileiro 2022 – Série B |
| Cruzeiro 2–2 Vasco - 02/07/1978 | 52.476  | Mineirão | Copa Brasil 1978                     |
| Cruzeiro 1–0 Vasco - 09/11/1969 | 40.652  | Mineirão | Torneio Roberto Gomes Pedrosa 1969   |